# Liste der Bodendenkmäler in Wollbach (Unterfranken)
Auf dieser Seite sind die Bodendenkmäler in der unterfränkischen Gemeinde Wollbach zusammengestellt. Diese Tabelle ist eine Teilliste der Liste der Bodendenkmäler in Bayern. Grundlage ist die Bayerische Denkmalliste, die auf Basis des Bayerischen Denkmalschutzgesetzes vom 1. Oktober 1973 erstmals erstellt wurde und seither durch das Bayerische Landesamt für Denkmalpflege geführt wird. Die folgenden Angaben ersetzen nicht die rechtsverbindliche Auskunft der Denkmalschutzbehörde.

## Bodendenkmäler in Wollbach
| Lage                | Objekt | Akten-Nr.     | Bild |
| ------------------- | --- | ------------- | ---- |
| Wollbach (Standort) | Station des Mesolithikums, Siedlung des Endneolithikums und der Frühlatènezeit sowie Bestattungsplatz der Schnurkeramik und der Urnenfelderzeit.     | D-6-5627-0048 |      |
| Wollbach (Standort) | Urnenfelderzeitliche Brandgräber und Siedlung der Latènezeit.                                                                                        | D-6-5627-0049 |      |
| Wollbach (Standort) | Mittelalterlicher Turmhügel. | D-6-5627-0050 |      |
| Wollbach (Standort) | Archäologische Befunde des Mittelalters und der Neuzeit im Bereich der katholischen Pfarrkirche St. Bonifatius von Wollbach mit ummauertem Kirchhof. | D-6-5627-0153 |      |